# Johann Gregorich
Johann Gregorich (* 8. Februar 1920 in Frankenau; † 5. September 1965 in Oberpullendorf) war ein österreichischer Politiker (ÖVP) und Landwirt. Gregorich war von 1960 bis 1965 Abgeordneter zum Burgenländischen Landtag.

## Leben
Gregorich war Sohn des Landwirts Johann Gregorich aus Frankenau und besuchte nach der Volksschule in Frankenau das Gymnasium in Hollabrunn bzw. Eisenstadt. Nachdem er seine Ausbildung 1936 abgebrochen hatte, war er als Landwirt tätig, wobei er zwischen 1940 und 1945 in der Wehrmacht dienen musste. Gregorich, der mit burgenlandkroatischer Muttersprache aufwuchs, war verheiratet und Ausschussmitglied des Kroatischen Kulturvereins. Er engagierte sich zudem ab 1958 als Kammerrat der Burgenländischen Landwirtschaftskammer und war Gemeinderat in Frankenau. Er hatte ab 1961 zudem die Funktion des Landesobmann-Stellvertreters des Österreichischen Bauernbundes inne und vertrat die ÖVP zwischen dem 5. Mai 1960 und dem 5. September 1965 im Burgenländischen Landtag. Gregorich verstarb in seinem Amt als Landtagsabgeordneter und wurde in Frankenau begraben.